# Vägen till El Dorado
Vägen till Eldorado (engelska: The Road to El Dorado) är en amerikansk animerad film från 2000 av DreamWorks SKG.
Filmens sånger komponerades av Elton John ("Someday Out of the Blue" tillsammans med Patrick Leonard), till texter av Tim Rice. Hans Zimmer och John Powell stod för komponerandet av instrumentalmusiken. Elton John, Tim Rice och Hans Zimmer hade tidigare gjort musiken och sångerna i Disneyfilmen Lejonkungen, för vilken de alla tre vann Oscar (Bästa sång till John och Rice för "Can You Feel the Love Tonight" och Bästa filmmusik till Zimmer). 

## Handling
Året är 1519 i Spanien. Filmen handlar om de två skojarna Tulio och Miguel som kommer över en karta över vägen till El Dorado, den mytomspunna staden som sägs vara gjord av guld. För två skojare som Tulio och Miguel, som ligger på lite fel sida om lagen, låter det mycket intressant. Men resan blir både tuff och svår, och när de kommer fram blir det inte riktigt som de har tänkt sig. Befolkningen tror att de är gudar, speciellt översteprästen Tzekel-Kan och hövding Tannabok, och de visar vägen upp till sitt tempel. En flicka vid namn Chel får reda på att de inte är gudar, men hon vill vara med på deras bluff för att få komma ifrån El Dorado.
Miguel och Tulio blir bjudna på fest och morgonen därefter ska Tzekel-Kan offra till gudarna eftersom det är början av Jaguarens tidsålder. Ingen av de två vill att någon ska offras så de stoppar ritualen, vilket gör Tzekel-Khan misstänksam. Lite senare börjar Chel att hångla med Tulio medan Miguel utforskar staden. Men alla är borta eftersom staden renas inför Jaguarens tidsålder. Senare blir Tulio och Miguel utmanade på en bollmatch och de vinner med en bälta. När Tzekel-Kan säger att motståndarna ska offra till deras ära säger Miguel emot honom. Han blöder från pannan och översteprästen inser att de inte är gudar för gudar blöder inte. Han väcker en enorm jaguarstaty till liv för att jaga dem ur staden. Tulio och Miguel lyckas överlista Jaguaren men den följer efter dem till det stora virvelhålet och jaguaren och översteprästen faller genom virveln och möter Cortes som tänker visa dem vägen till staden.

## Röster

### Originalröster (engelska)
- Tulio - Kevin Kline
- Miguel - Kenneth Branagh
- Chel - Rosie Perez
- Tzekel-Kan - Armand Assante
- Hövding Tannabok - Edward James Olmos
- Cortes - Jim Cummings
- Berättande sångröst - Elton John
- Zaragoza - Tobin Bell

### Svenska röster
- Tulio - Fredde Granberg
- Miguel - Peter Settman
- Chel - Alexandra Rapaport
- Tzekel-Kan - Rikard Wolff
- Hövding Tannabok - Peter Andersson
- Cortes - Torsten Wahlund
- Berättande sångröst - Magnus Carlsson
- Zaragoza - Johan Hedenberg